# Служба внутренней безопасности Омана
Служба внутренней безопасности (ISS; араб. جهاز الأمن الداخلي‎, Jahaz al Amn al Dakhly) – агентство национальной безопасности Султаната Оман. Агентство сосредоточено исключительно на внутренней безопасности, в то время как операциями внешней разведки конкретно занимается «Султанская канцелярия» ("Мактаб ас-султани"), который контролирует внешнюю безопасность и координирует всю политику разведки и безопасности. После прихода к власти в 1970 году, султан Кабус бен Саид модернизировал спецслужбы, сделав их эффективным институтом по борьбе с повстанческим движением и вооруженными оппозиционными группами.

## История
В дополнение к своим вооруженным силам султан имел реорганизованный в начале 1970-х разведывательный аппарат. Очевидные опасности операций «Народного фронта освобождения оккупированного Арабского залива» против правительства Омана привели к созданию в феврале 1973 года «Комитета по разведке» для координации всех вопросов внутренней безопасности. Данный комитет возглавлял прикомандированный британский офицер, который поддерживал активные связи с другими спецслужбами стран Персидского залива, а также с США и Великобританией. Его офицеры связи в оманском военном учреждении также предоставляли информацию от дофарских заключенных. В общей сложности в разведывательной организации насчитывалось около 150–200 человек. С момента реорганизации он начал упорядочивать свои процедуры и через некоторое время был способен проводить достаточно эффективные операции.
В дофарской кампании обнаружилась критическая связь между получением поддержки населения и получением от него разведданных, поэтому разведке был дан высокий приоритет – англичане управляли Оманской разведывательной службой – и кампания по устойчивому развитию, поддержанная умелыми информационными операциями, со временем создала атмосферу сотрудничества правительства и населением Дофара.
В конечном итоге, англо-оманская стратегия по борьбе с повстанцами достигла успеха в значительной степени благодаря всеобъемлющему сосредоточению на точных разведывательных усилиях, тайных операциях, организованных силами войск специального назначения («САС»), и эффективной контрразведывательной кампании.
В ноябре 1992 года Султанат Оман отмечал два праздника. Ежегодный Национальный день – день рождения султана. Только сотрудники службы безопасности и высокопоставленные правительственные чиновники отметили второе неопубликованное событие – назначение первого подданного Омана главой Службы внутренней безопасности [Internal Security Service, ISS]. С июня 1959 года, когда была официально создана первая в Омане служба внутренней безопасности по европейскому образцу, и до ноября 1992 года штат «ISS» комплектовали контрактники или «прикомандированные» британские офицеры.
«Оманизация» разведки «ISS» продлилась более десяти лет после ухода англичан из армии и полиции. Замена британцев не затронуло формальную структуру и обязанности организации, которая осталась неизменной.
Оман, как и большинство стран Ближнего Востока прошли через колониальное наследие и после обретения независимости призвали внешние страны оказать помощь в создании и реорганизации своих национальных разведывательных служб. Задача создания современной разведывательной организации в «новой» обстановке с только зарождающимися бюрократическими традициями включало привитие служебной лояльности и стимулов, в том числе неформальных, достаточно распространенных, чтобы вытеснить потенциально конфликтующие личные, сектантские, региональные и этнические лояльности.
Как и в большинстве стран, оманский «ISS» являлся лишь одной из нескольких частично дублирующих служб. Другие правительственные разведывательные организации включали в себя отдел «Офис дворца», которое занималось главным образом связями и задачами внешней разведки (хотя оно также проводило ограниченные внутренние расследования), небольшое подразделение «специальных сил» (также входил в состав отдела «Офис дворца»), военную разведку, Отдел уголовных расследований Королевской полиции Омана, а с 1972 по 1982 год – Канцелярия советника Его Величества султана по делам национальной безопасности.
С 1954 по 1971 год в Омане также существовало значительное количество разведывательных служб, хотя специалисты не применяли к ним термин «разведка». Petroleum Development (Oman), крупнейшая нефтяная компания Омана, обладала де-факто разведывательными возможностями, связанными с деятельностью компании. Во времена кризиса, такого как восстание Джебель-Ахдар, арабоязычные сотрудники по трудовым отношениям Petroleum Development (Oman) тесно сотрудничали с ВС Омана, хотя позднее они стремились дистанцироваться от действий правительственных сил. После открытия нефти в 1964 году и ее экспорта, начавшегося в 1967 году, деятельность Petroleum Development (Oman) включала усилия, предпринимаемые непосредственно Генеральным директором, чтобы убедить бывшего правителя принять политику, обеспечивающую стабильность в его стране. Для практических целей разведывательный потенциал нефтяной компании был упразднен в 1971 году. По-видимому, султан Кабус принял такое решение в целях предотвращения конфликтных ситуаций в будущем между заново формирующейся его спецслужбой и другими «разведывательными» службами нефтяных корпорации.
Как и другие разведывательные организации, «ISS» претерпела периодические реорганизации с момента ее создания. Таким образом, «Исследовательский отдел Омана» («ORD») был переименован в «Службу внутренней безопасности» [Internal Security Service, ISS] вскоре после вступления в должность нового Генерального директора. Он видел свою главную задачу в ускорении процесса «оманизации» и прояснении фактических функций сервиса. Смена названия организации также иногда отражало желание сменяющих друг друга директоров отличаться от своих предшественников.

## Эволюция спецслужб султана
До 1958 г. Оман фактически не располагал разведывательной службой.

### Военная разведка «Джи-2» (1958–1971)
Англичане настояли на том, чтобы султан создал разведывательное подразделение в своих вооруженных силах в обмен на поддержку в подавлении восстания. В июле 1958 года майор Малькольм Деннисон возвратился в Оман с короткого учебного курса «МИ-6» в Лондоне. Под начальством М. Деннисона был сформирован аппарат военной разведки Омана. Первый координатор «Джи-2» (военная разведка) был назначен в июне 1959 года. Проводились периодические встречи с офицерами британской разведки, работавшими в соседних государствах, и с главой британской разведывательной службы в Бахрейне. Посты установлены возле баз правительственных сил по всему северному Оману. В период с марта 1961 года до переворота в июле 1970 года прикомандированные британские офицеры, находившиеся в двухгодичных поездках, выполняли разведывательные функции. Оманских офицеров практически не было.

### Разведывательная служба Омана («OIS») (1971–1974)
Созданная в 1971 году, «OIS» оставалась частью армии до начала 1973 года, когда она стала отдельной службой. В декабре 1972 года «OIS» сыграла решающую роль в операции «Джейсон», сорвав предполагаемый заговор против вновь сформированного правительства. В 1974 году были введены учебные программы и формальные критерии для набора и продвижения по службе. Большая часть обучения и отчетности на высшем уровне велись на английском языке, а процесс «оманизации» шел крайне медленно.
При майоре Деннисоне, британские офицеры, в том числе ряд бывших офицеров МИ-6, укомплектовали и управляли разведывательной службой (OIS), которая была сформирована после переворота. «OIS» находилась под полным контролем британцев, набирая персонал исключительно через британских офицеров. Оставаясь частью армии до начала 1973 года, «OIS» создала эффективную разведывательную систему с сетью районных разведчиков на каждом военном посту.

### Исследовательский отдел Омана («ORD») (1974–1986)
Наиболее заметные реформы в спецслужбах произошли в 1974 году, когда разведывательные службы Омана стали независимой структурой (ранее она входила в состав сухопутных войск), сменив название на «Исследовательский отдел Омана», что означало движение к «оманизации» и изменение в приоритетах организации. Этот период характеризовался заметным ростом персонала, хотя британцы оставались на всех ключевых руководящих постах. С окончанием Дофарского восстания «ORD» сконцентрировался на выявлении фактов коррупции в правительстве, оценке экономической разведки и мониторинге религиозной активности.

### Служба внутренней безопасности («ISS») (С 1987 года)
Ускоренная «оманизация». К началу 1990-х годов большинство сообщений публикуются уже на арабском языке. Оманец первым директором «ISS» стал в ноябре 1992 года.

## Спецслужбы султана и война в Дофаре
Роль «ISS» в Омане становится более ясной, когда ее сравнивают с политическими разведывательными организациями "третьего мира" в других странах. Обсуждая «Национальный центр документации Заира» (CND), прямой преемник колониального секретной службы в Бельгийском Конго, профессор Михаэль Шатцберг предлагает спектр возможных действий: 
- принуждение и контроль;
- предоставление быстрой и точной информации правителю и его советникам по политическим, экономическим и социальным вопросам.

В Заире первое из этих мероприятий было первостепенным. В «ISS» задача сбора информации была первостепенной с середины 1970-х годов. Хотя национальная разведывательная служба проверяла все заявления о приеме на работу и продвижении по службе в правительстве с 1970-х годов, она, по-видимому, использовала свой потенциал для принуждения очень редко. Действительно, образованные оманцы в конце 1970-х годов обычно называли «Исследовательский отдел Омана» (ORD) «университетом» страны (аль-джамиа) из-за его репутации как глаз и ушей правительства и свободы, с помощью которого его офицеры могли сообщать, анализировать, и комментировать политические события.
До середины 1970-х годов, когда Оман сталкивался с вторжениями мятежников в провинцию Дофар, которые пытались убить ключевых должностных лиц страны и разжечь восстание на севере, главная цель «ISS» была четко определена. С конца 1970-х годов его «цели» стали более размытыми – коррупция, в которой участвовали государственные чиновники (например, сделки с недвижимостью и выдача разрешений на строительство, водительские права, рабочие визы и правительственные контракты), некоторые формы религиозной активности и консультирование политиков о долгосрочных последствиях для безопасности сокращения природных ресурсов, сужения возможностей для продвижения в армии и недостаточного финансирования государственных пенсионных схем. Генеральный директор «ISS» периодически представлял сводку разведданных монарху и Совету национальной обороны, органу, который в конце 1970-х годов включал как оманцев, так и иностранцев. Если, как отмечал французский философ Луи Альтюссер, у государства есть два лица: информация и угнетение, то «ISS» в первую очередь служил для сбора информации и выступал в качестве тихого омбудсмена для населения, выражая скрытые недовольства, которые граждане не решались прямо выразить.
Оманцы в разведывательной организации до 1970 года, технически являвшаяся частью вооруженных сил султана, не имели особых стимулов для активного сбора информации. В течение 1960-х годов в Омане одновременно работало от восьми до двенадцати офицеров британской разведки, служивших в ВС Омана. Половина этих офицеров была прикомандирована из британской армии и проходила двухлетние командировки в Оман. Остальные были контрактниками, работающими непосредственно на правителя. Офицеры, которых называли офицерами разведки султана (SIO), часто оставались в Омане в течение длительных периодов времени. Все офицеры говорили на сносном арабском или, в некоторых случаях, на суахили, что было полезно в некоторых регионах Омана (например, в регионе Эш-Шаркия), которые продолжали поддерживать тесные связи с Восточной Африкой. Однако некоторые офицеры нуждались в помощи переводчиков, чтобы понять оманский диалект. Каждого офицера поддерживал «начальник» (мукаддам), также называемый «главным агентом» или «оператором», хотя офицеры (и руководители) могли и иногда действовали независимо друг от друга.
Общей характеристикой руководителей до 1970-х годов было то что, среди них были оманцы, покинувшие Султанат Занзибар (бывшее удельное владение Омана) после победы левой и антиарабской революции 1964 года, члены групп меньшинств, таких как белуджи, сирота, воспитанная в Маскате христианскими медицинскими миссионерами, бывший участник восстания 1957 года против султана, и сын вождя племени, перешедший к руководству племени. Как и янычары Османской империи, солдаты-наемники, которые были удалены из своих семей и регионов происхождения, так что их единственная преданность была – преданность правителю, статус руководителей почти полностью зависел от их привилегированной связи с европейскими офицерами, с которыми они работали.
Почти полное отсутствие связи между бывшим султаном Саидом и его подданными, отсутствие в Омане в конце 1960-х годов заметного экономического прогресса по сравнению с соседними нефтедобывающими государствами Персидского залива, в которых оманцы работали в качестве батраков, почти полное отсутствие системы школ и коррумпированное гражданское правительство способствовали усилению симпатии населения к повстанческому движению. Оманские студенты за пределами Омана при поддержке различных правительств, в том числе Ирака, Южного Йемена, Сирии и Египта, прошли военную подготовку и собрали средства для поддержки деятельности против султаната. В Дофаре полномасштабное восстание, начатое в 1965 году, усилилось к концу 1960-х годов до такой степени, что южные владения султана почти не выходили за пределы колючей проволоки Салалы.
Разведка султана лишь с опозданием признала ключевую роль оманской молодежи в деятельности повстанцев в конце 1960-х и начале 1970-х годов. К концу 1960-х годов некоторые повстанцы прошли специальную подготовку по владению оружия, взрывчатыми веществами и методами убийства, и все они были проникнуты духом арабского национализма, вдохновленного марксизмом. В марте 1970 года обученные оманские повстанцы вошли в северную часть Омана, а 12 июня 1970 года атаковали военную базу в Изки. Из-за плохого планирования многие лидеры повстанцев были убиты или захвачены в плен после атаки. Две недели спустя другие были схвачены во время кризисной встречи в «приюте» в прибрежном городе Матрахе. Командующий ВС Омана генерал-майор Джон Грэхэм, главный военный «потребитель» разведки того времени, сухо заметил: «Нехватка информации о «Национально-демократическом фронте освобождения Омана и Арабского залива», главной угрозе на севере, явно вводила в заблуждение. Несмотря на то, что у нас работали сотрудники разведки с их стойкими оманскими помощниками вблизи основных населенных пунктов, их способность получать от практически бесполезных граждан точную информацию о тайных действиях была на самом деле меньше, чем мы в то время верили».
После дворцового переворота 1970 года новый монарх Кабус бен Саид немедленно объявил амнистию сдавшимся повстанцам и объявил о намечавшихся немедленных реформах. Сотрудники разведки сразу же обратили основное внимание на борьбу с повстанческим движением в Дофаре и косвенно предположили, что «угроза» повстанцев в северной части страны уменьшилась.
Двойственная система национальной разведки, которая неофициально развивалась после переворота 1970 года, осталась основой оманской политической разведки. «Офис дворца», первоначально возглавляемый последним офицером разведки, работавшим до 1970 года в Салале (который стал доверенным лицом нового правителя), занимался внешними делами, включая контакты с оманцами, добивавшимися амнистии и вернувшихся в свою страну; курировал специальное подразделение «САС», на которое была возложена обеспечения личной безопасности султана; и служил главным связующим звеном с иностранными спецслужбами, включая ЦРУ, и британскими группами «САС» в Дофаре, которые действовали под прикрытием «учебных» подразделений.
Старший офицер разведки султана до переворота Малькольм Деннисон стал директором разведки и оставался на этом посту до 7 февраля 1972 года, когда его назначили советником по национальной безопасности. Несмотря на то, что Деннисон отвечал за весь султанат в период с середины 1970 по 1972 годы, на практике он занимался прежде всего северными племенами страны. После того, как Деннисон стал советником султана по делам национальной безопасности, он взял с собой в качестве сотрудников оманцев, которые работали в разведывательном управлении до 1970 года и продолжал участвовать в заседаниях Национального совета обороны Омана.
В первые годы после переворота разделение ответственности между «Офисом дворца» и разведывательным отделом (который в тот период все еще являлся частью вооруженных сил Омана) оставалось гибким, так что «Офис дворца» непосредственно занимался большинством разведывательных вопросов, касавшихся Дофара. Точно так же границы между оманскими и иностранными спецслужбами были тонкими. Внутренняя разведка неофициально подчинялась иностранным наблюдателям, в частности британцам.
Новый директор разведки Рэй Найтингейл, заместитель директора Малькольма Деннисона с начала 1971 года, был бывшим офицером штаба родезийского происхождения, работавшим в «САС», с опытом работы в Дофаре. Он был рекомендован в Оман британским Министерством обороны из-за предыдущего опыта организации разведывательной службы – «Государственного исследовательского бюро Уганды» и опыта работы в Кении во время «чрезвычайной ситуации – восстание Мау-Мау». По словам одного оманского чиновника, когда Найтингейл стал директором, он «поставил отдел на должную основу… он не был дипломатом, ему не хватало ловкости... но он добился цели».
В феврале 1972 года разведывательной службе Омана (Oman Intelligence Service [OIS]) стало известно, что повстанцы планировали крупное проникновение, чтобы «отвлечь внимание силы безопасности из района Дофара», отложить планы экономического развития и «подвергнуть серьезной нагрузке лояльность колеблющихся». Сдача высокопоставленного повстанца в Каире в сентябре 1972 года и последующая идентификация разведывательной службой члена Центрального комитета повстанцев в Маскате в декабре привели к аресту 60 человек во время «Операции Джейсон» 23 декабря 1972 года с дополнительными 30 арестами, в том числе 8 женщин – в январе 1973 года. Правительство в принципе согласилось реструктурировать разведывательные службы в 1971 году, но раскрытие информации в результате операции «Джейсон» ускорило реорганизацию. Раскрытие данного «заговора» показало силу повстанческой организации в Омане, которая смогла проникнуть и в вооруженные силы.
В результате непосредственной угрозы безопасности в начале 1970-х годов, первоначально реорганизация «OIS» мало способствовала расширению обучения или формализации критериев продвижения по службе. К 1972 году в армии было уже 100 офицеров из числа арабов и белуджей, но «OIS» не имел возможностей начать масштабную программу по повышению квалификации кадров. В начале 1972 года служба состояла из 12 британских офицеров, 3 сержантов и 42 оманцев, ни один из которых не занимал руководящих постов. Ключевое объяснение такой задержки было чисто оперативным. С активным мятежом на юге и свидетельствами подготовки к основным действиям повстанцев в северной части страны, приоритетной задачей разведки было предоставление информации, полезной для военных и предотвращение нападений на объекты и персонал. К 1973 году только двое оманцев, оба бывшие повстанцы, стали офицерами разведки. Один из них присоединился к «OIS» после того, как его отправили за границу на короткий курс обучения, но вскоре он начал работать в другом место в правительстве. Другой работал в «Офисе дворца» с конца 1970 до 1973 года, когда он не покинул Оман, чтобы начать служить в полиции соседней страны. Все остальные оманцы в «OIS» были «операторами», «агентами» или вспомогательным персоналом, таким как водители, повара и охранники.

## «Оманизация» спецслужб
С точки зрения уроженцев Омана, разведывательный аппарат страны оставался британским на вершине и почти чужим в средних рядах, имея мало возможностей для «реального» продвижения и обучения оманцев. Несмотря на то, что полиция колониальной Кении или других бывших британских колоний в Африке не была разделена по этническому признаку, решения, принимаемые по соображениям целесообразности, непреднамеренно начинали оказывать такое влияние. Такая практика была искоренена к 1988 году, когда было принято требование, чтобы новобранцами «ISS» (и на некоторые другие государственные должности) стали коренные жители.
«Оманизация» спецслужб всерьез началась на более высоком уровне лишь с началом второй половины 1980-х гг.
Новые сотрудники разведки внушают мысль, что они являются элитной службой, работающей на Оман и его народ. Клятва, введенная Найтингейлом в 1974 году была заменена в 1987 году на новую клятву, в которой офицеры клянутся в верности «оманской нации» (аль-ватан аль-Умани), а не самому правителю. Это понятие, в сочетании с профессионализмом сделало карьеру в «ISS» более привлекательной для выпускников университетов, которые составляли почти абсолютное большинство новобранцев. Квалификационный экзамен для начинающих, состоявший из пяти частей, подчеркивало сложные навыки анализа и составления отчетов на арабском языке. Требование писать отчеты на английском языке было отменено, хотя большинство новобранцев продолжают учиться на английском языке.
В 1994 и 2005 годах были предприняты попытки переворотов против правления султана, и ISS смогла сыграть важную роль в раскрытии и расследовании заговоров против монархии. Многие из подсудимых – участников данных попыток переворота были представителями влиятельных племен, которые хотели восстановить Имамат Оман – многовековую традицию объединенного политического и религиозного лидерства исламского лидера, которая была упразднена в Омане в 1959 году.